# Schwarzlose vz. 1907/1912
Schwarzlose vz. 1907/1912 je těžký kulomet používaný ozbrojenými složkami rakousko-uherské armády jako standardní zbraň během první světové války. 

## Technický popis
Jednalo se o první rakousko-uherský kulomet domácího původu. Na počátku 20. století jej sestrojil německý konstruktér Andreas Schwarzlose a vyráběla jej rakouská zbrojovka Waffenfabrik Steyr. Modely 07, 08 i 12 se lišily jen v detailech a v roce 1914 se ve výzbroji objevovaly rovněž modely 07/12, 08/12 a 12. Pro výzbroj letadel byl vyvinut i vzor 07/16. Kulomet fungoval na principu neuzamčeného závěru, jehož otevírání bylo zpožděno soustavou pák. Výhodou tohoto řešení oproti kulometům systému Maxim bylo, že se nepohybovala hlaveň uvnitř chladiče s vodou a tudíž nebylo potřeba řešit těsnění pohybujících se částí a zbraň tak mohla být jednodušší.
Vodou chlazená zbraň byla zásobována náboji na textilním pásu, které bylo před zasunutím do komory třeba přimazávat olejem, k tomuto účelu byl ve zbrani automatický vstřikovač oleje. Kvůli krátké hlavni a využití standardních rakousko-uherských nábojů ráže 8 mm docházelo u ústí zbraně při střelbě k značnému záblesku. Proto byla hlaveň kulometu doplňována charakteristickým dlouhým trychtýřovitým tlumičem výšlehu.

## Nasazení
Kromě Rakousko-Uherska využívaly kulomety Schwarzlose též armády Srbska, Bulharska, Rumunska a Osmanské říše. V meziválečném období používaly upravené varianty této zbraně i armády Nizozemska, Švédska a Československa (upravený vzor 1924). Díky vysoké kvalitě a spolehlivosti byl kulomet navzdory svým nedostatkům a zastarávající konstrukci využíván také v průběhu druhé světové války v řadách italské, maďarské, jugoslávské i německé armády.

## Galerie

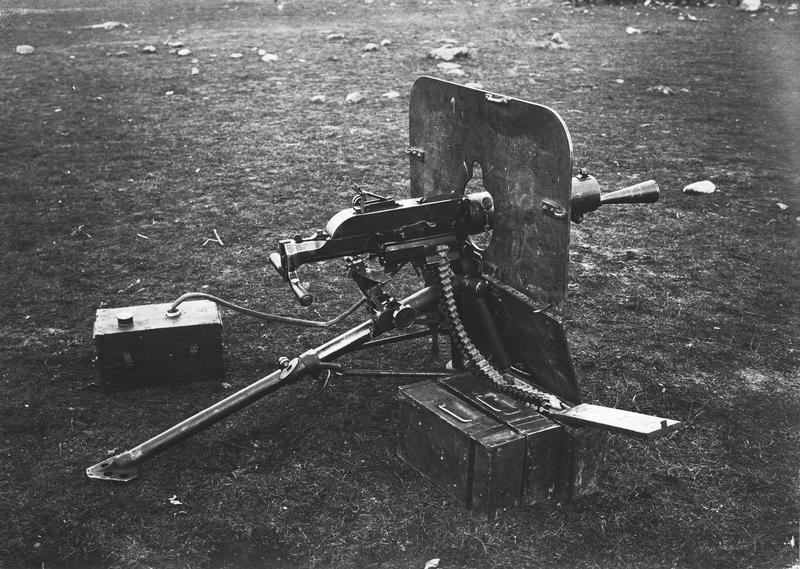
Kulometná pozice během tažení v Rumunsku, rok 1916
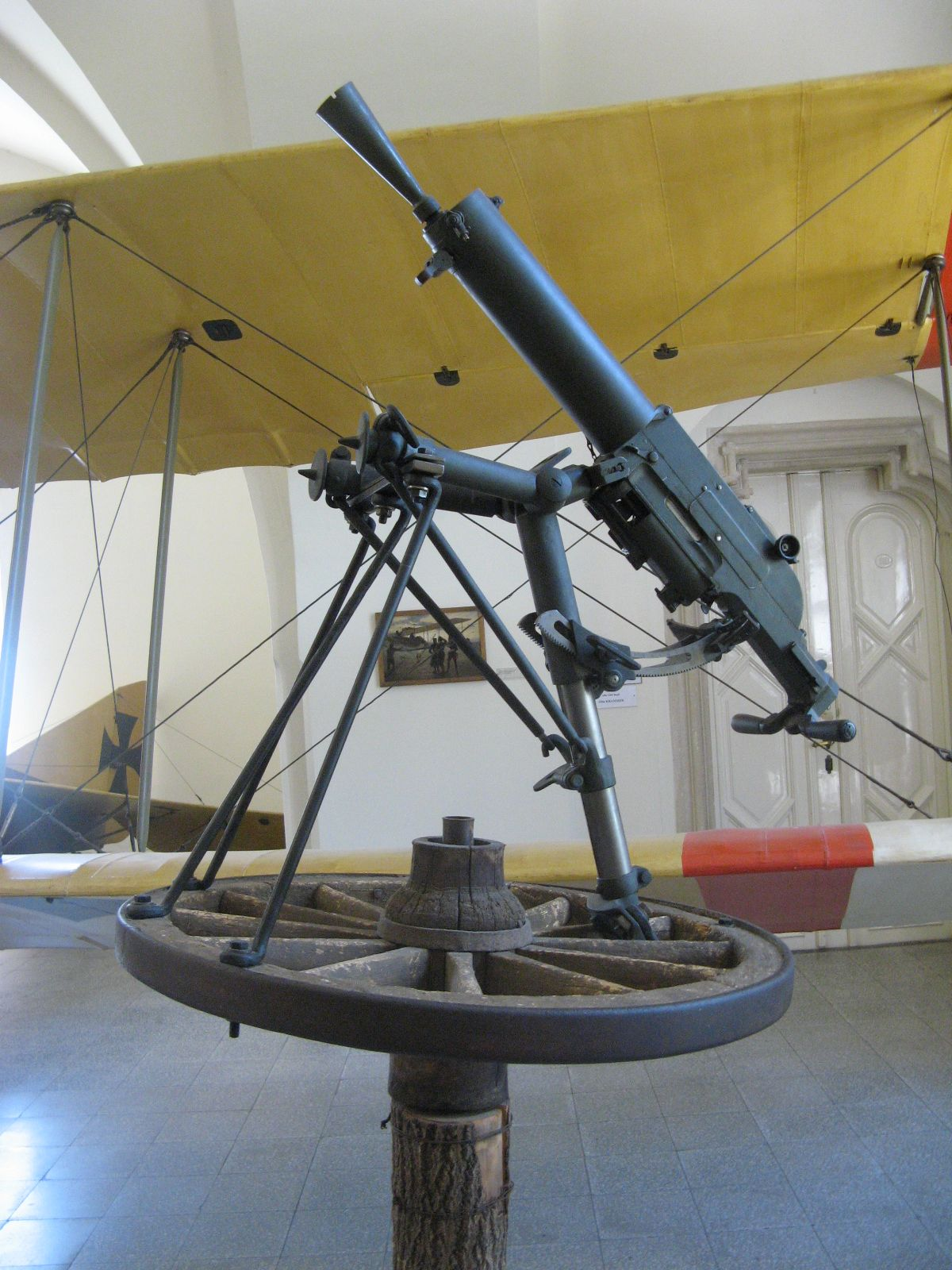
Kulomet Schwarzlose vz. 07/12 používaný při protivzdušné obraně
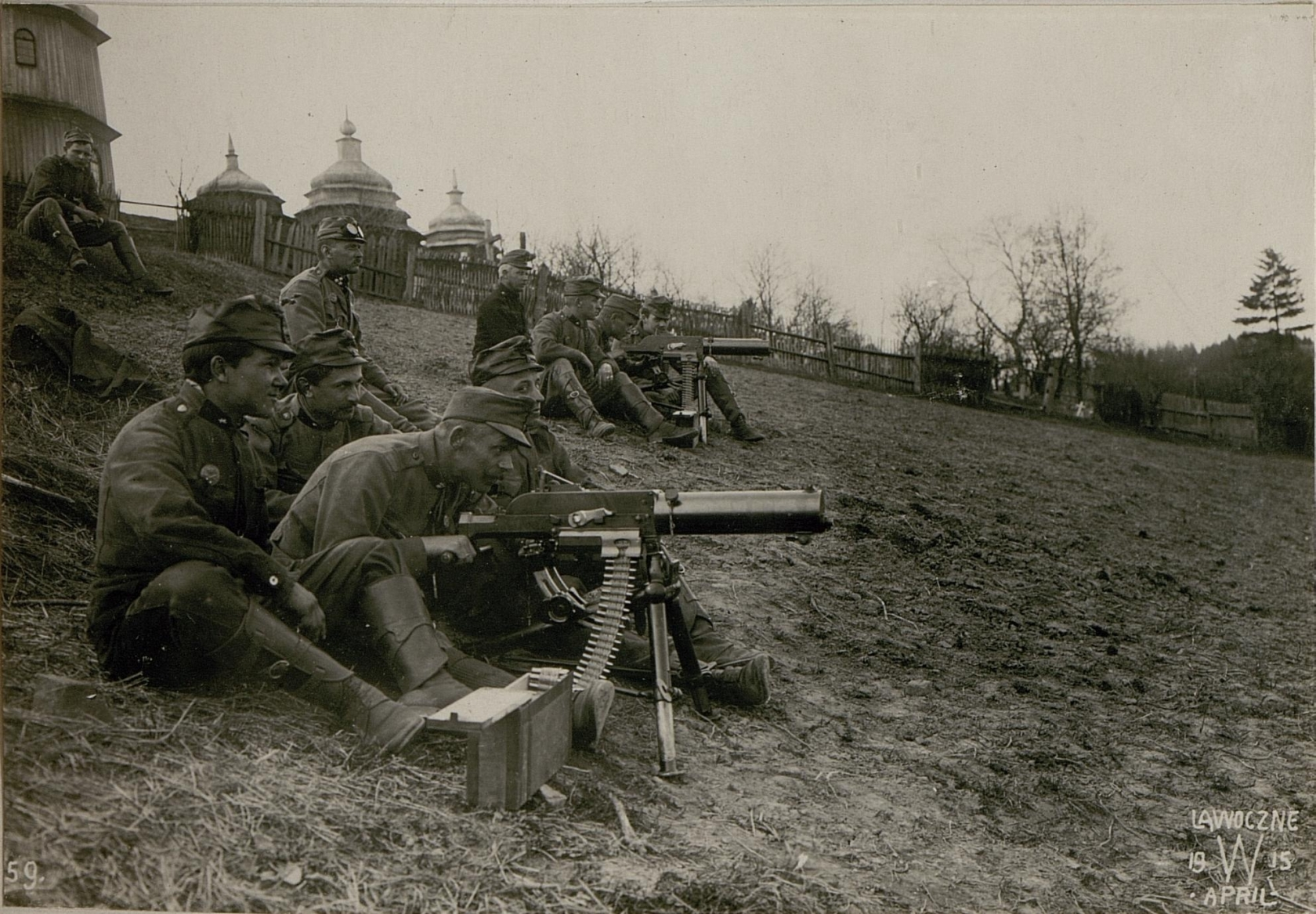
Rakousko-uherští vojáci na východní frontě nedaleko Lvova
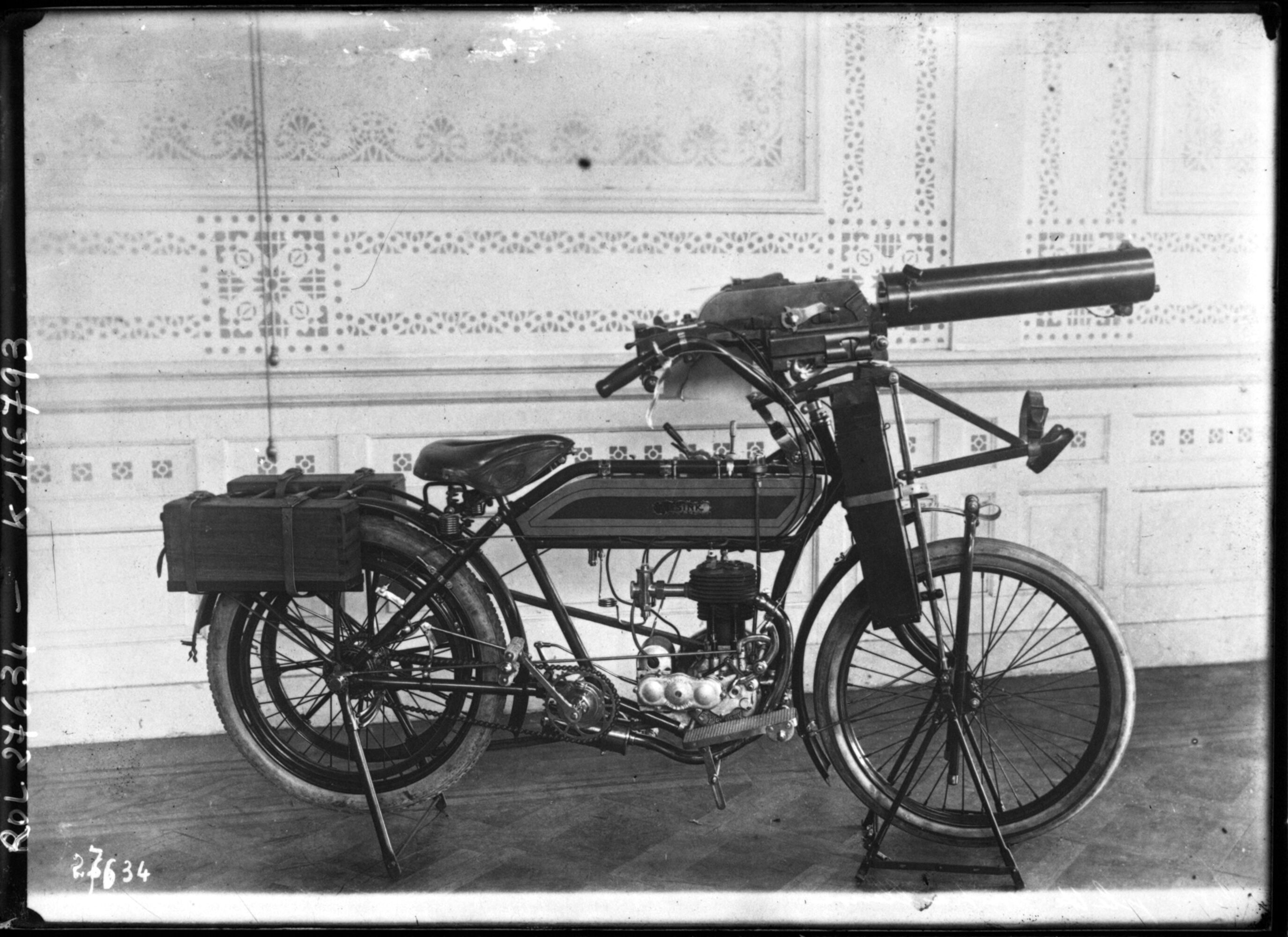
Kulomet Schwarzlose připevněný na motocyklu
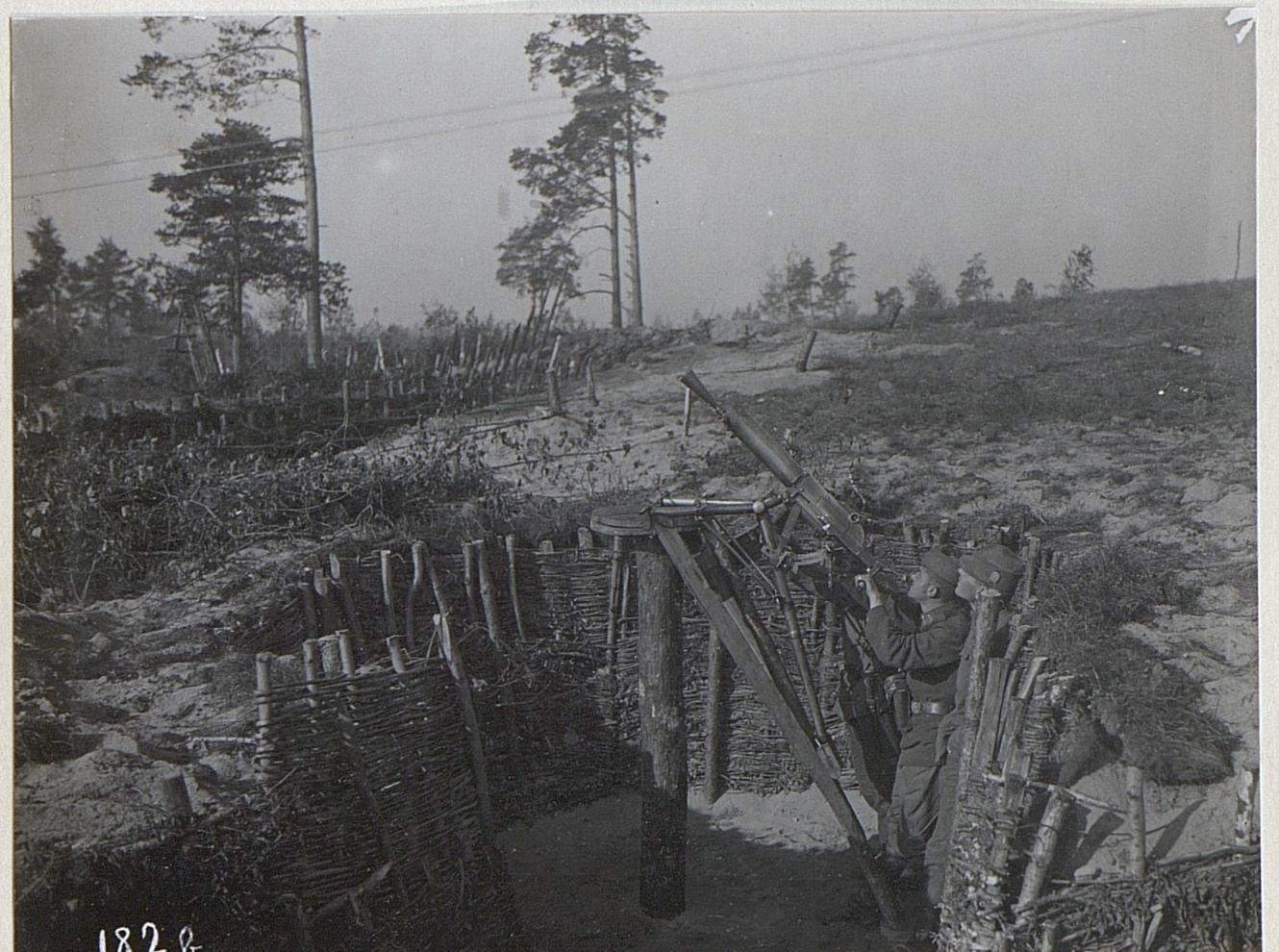
Kulomet v zákopu připravený pro protivzdušnou obranu
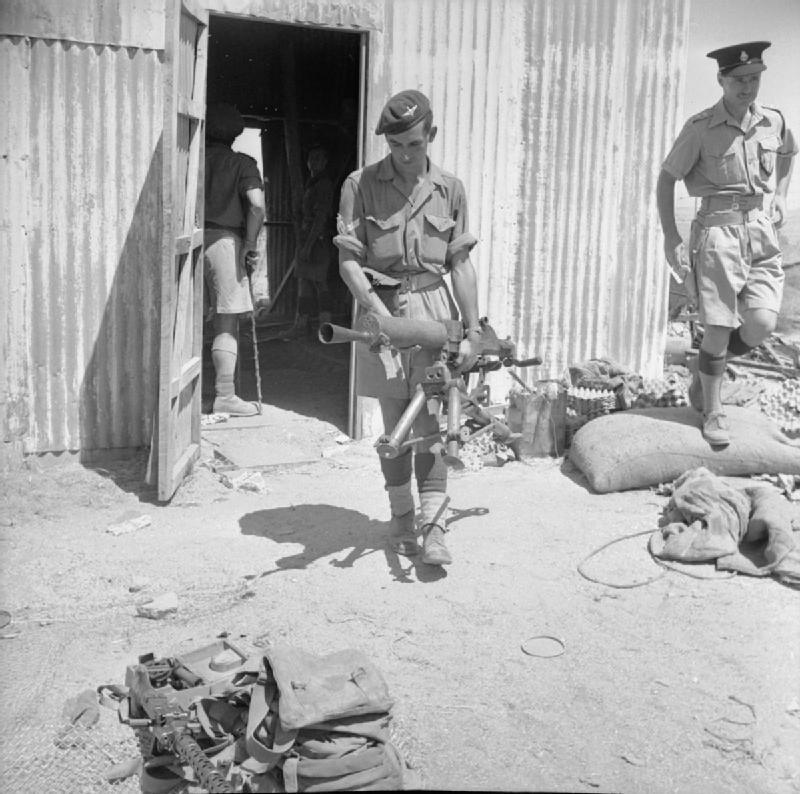
Britský voják se zabaveným kulometem Schwarzlose nedaleko Gazy, mezi 1945 a 1947